# Cognos
Cognos è una società canadese leader mondiale nel settore software del Performance Management e della Business Intelligence. Fondata nel 1969 con il nome iniziale di Quasar Corporation, si dedica nei primi anni alla realizzazione di software e sistemi informativi personalizzati che generassero report dall'enorme quantità di dati memorizzati su mainframe e minicomputer.

## Storia
Nel 1979 Cognos conta oltre 130 impiegati e dedica una divisione aziendale specifica per tali prodotti software.
Negli anni '80 Cognos realizza un linguaggio di sviluppo di applicazioni, chiamato PowerHouse. Tale intuizione ha successo, tanto che nel 1989 l'azienda tocca i 100 milioni di US$ di fatturato, diventando di fatto la più grande azienda nel mondo dedicata allo sviluppo di strumenti di sviluppo di software mission-critical.
Nel 1990 Cognos crea PowerPlay, uno strumento di analisi del business per sistemi operativi Windows. Subito dopo Cognos mette in commercio Impromptu, un innovativo strumento di query e reporting. Insieme i due strumenti diventano il fiore all'occhiello del portafoglio prodotti della Cognos per gli anni '90.
Nel 1999 il successo di Cognos PowerPlay, Impromptu e PowerHouse, e il successo della linea di prodotti software di Business Intelligence (BI) frutta fatturato per oltre 300 milioni di US$ e l'esigenza di oltre 2000 impiegati in tutto il mondo.
Nell'anno finanziario chiusosi il 28 febbraio 2001 Cognos ottiene un fatturato pari a 495,7 milioni di US$. L'utile prima delle imposte era pari a 91,4 milioni di dollari (contro i 81.7 dell'anno precedente), con un utile netto di 64,2 milioni di dollari.
Nel novembre 2007 Cognos è stata acquistata per 5 miliardi di dollari da IBM, la quale inglobò l'azienda nel 2009 nella linea produttiva di IBM InfoSphere DataStage sotto il marchio IBM Information Management Software, dando vita alle soluzioni software IBM Cognos Analytics e IBM Planning Analytics. Da allora Cognos non opera più come entità indipendente, cessando di fatto le proprie attività.

### Cognos in Italia
Il primo distributore esclusivo in Italia di Powerhouse Cognos fu la società GNOSIS Srl con sede a Bergamo sotto la Presidenza del Dr. Carlo Colombo ed altri soci.
Cognos ha avuto la sua prima sede in Italia nella città di Milano (zona Conservatorio) dal giugno 1998, sotto la guida commerciale di Sergio Meda e il fattivo supporto tecnico di Massimo Negri-Palestra (specialista di prodotto e responsabile tecnico).
Nel 2000 decide di espandersi, cambiando sede (si sposta in via Hoepli a Milano) e aumentando il numero di impiegati sino a 10, sotto la guida nazionale di Carlo Petronio e la responsabilità tecnica di Paola Schiesaro e Pietro Noli.
Nel maggio 2001 la casa madre decide di chiudere diverse sedi europee, tra cui quella italiana. Riaprirà solo qualche anno dopo, con intervento dell'austriaco Gerold Parzer e di Luca Dalla Villa.

## Prodotti
- Cognos 10.1 BI (prima uscita il 25 ottobre 2010)
- Cognos 8 BI (prima uscita nell'autunno del 2005)
- Cognos ReportNet (prima uscita nell'autunno del 2003)
- Cognos Query
- Cognos Metrics Manager
- PowerPlay Web
- Impromptu Web Reports
- Visualizer Web
- Upfront
- Cognos DecisionStream
- Architect
- Scenario
- 4Thought
- Visualizer
- PowerPlay
  - (prima uscita negli anni '90)
  - (versione 4.0 distribuita nel 1996)
  - (versione 5.0 distribuita nel 1997)
  - (versione 6.0 distribuita nel 1998)
  - (versione 6.6)
  - (versione 7)
- Impromptu (nelle due versioni 'Impromptu User' e 'Impromptu Administrator')
  - (versione 3.5 distribuita nel 1996)
  - (versione 4.0 distribuita nel 1997)
  - (versione 5.0 distribuita nel 2000)
  - (versione 6.0)
  - (versione 6.6)
  - (versione 6.61)
  - (versione 7)
- PowerHouse (prima uscita: 1982)